# Parque Henryk Sienkiewicz

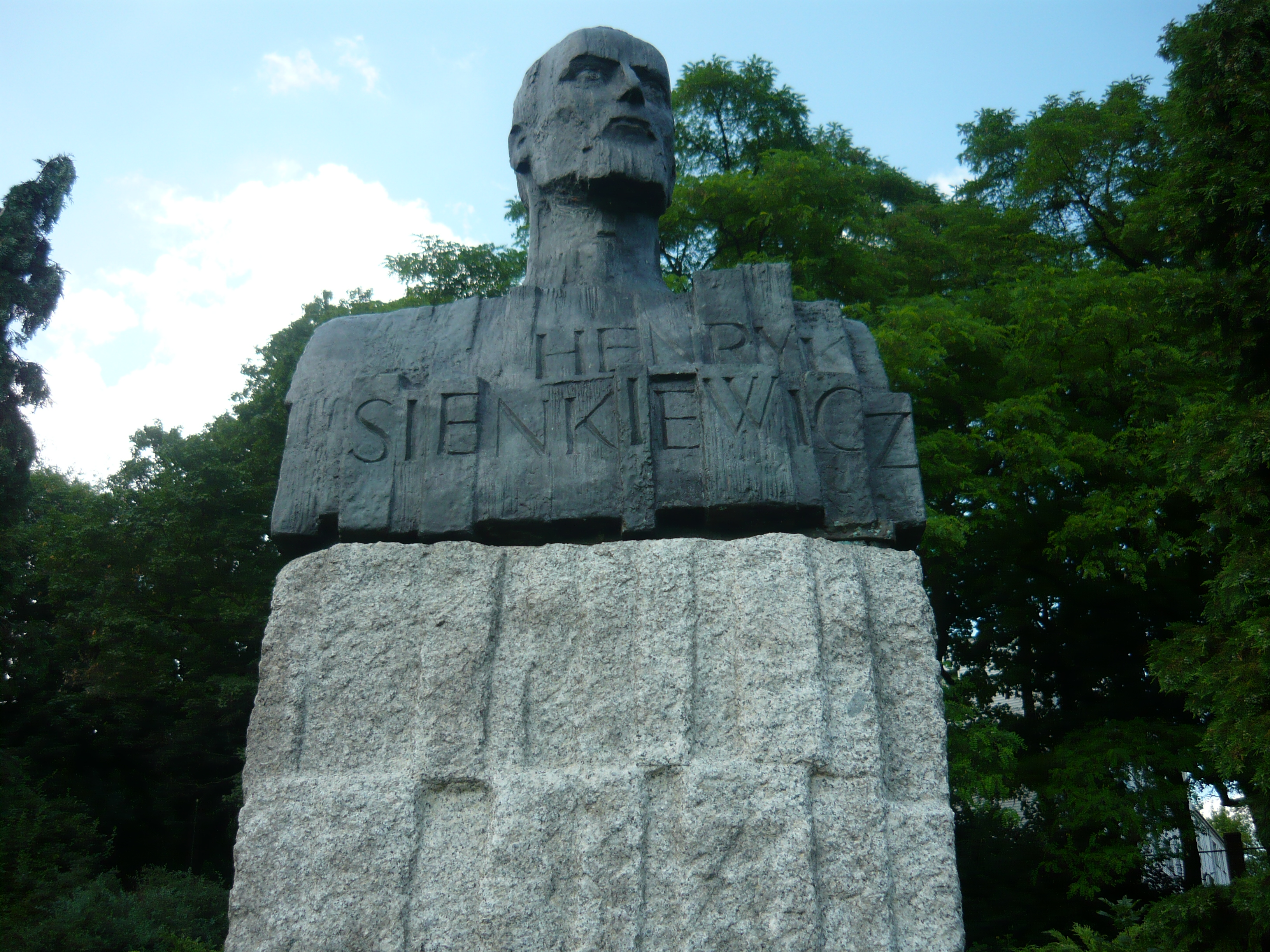
O busto de Henryk Sienkiewicz no centro do parque.

Parque Henryk Sienkiewicz em Włocławek – um dos mais antigos parques urbanos na Polônia.

## História
Eis o terceiro parque criado em Włocławek. Antigamente, já foi provado a fundar em Włocławek parques urbanos: primeiro em 1824 nos terrenos adjacentes ao mosteiro dos Franciscanos e a Igreja do Santo Adalberto (os arredores da atual rua Słowackiego). Por causa do solo arenoso no qual foi fundado o parque, foi liquidado em 1830. O segundo parque foi feito no terreno da atual Praça da Liberdade. Nos anos 1841-1845 foi plantado aqui o jardim, chamado posteriormente “jardim saxão” de área 8044 m². A parte do jardim foi liquidado em 1905 por causa da construção da Igreja Ortodoxa Russa do São Nicolau. Finalmente foi liquidado durante a demolição da Igreja. 

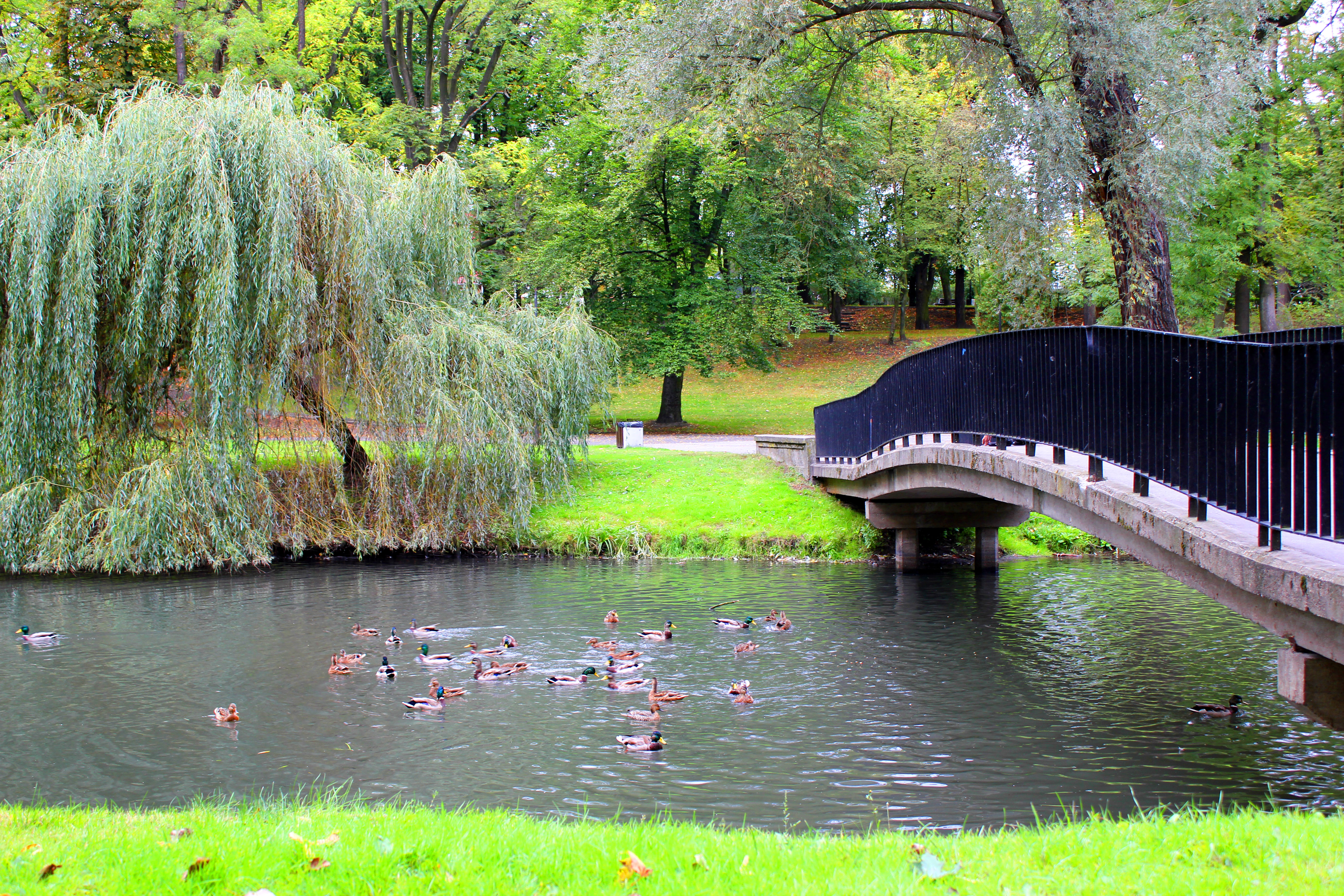
O parque urbano Henryk Sienkiewicz em Włocławek.

O parque foi fundado em 1870. Originalmente ocupou só o terreno pequeno no lado direito do rio Zgłowiączka. Foi criado na encosta do rio que não tinha árvores. O projeto de alargamento depois de 1916 criou - no estilo inglês - famoso jardineiro Franciszek Szanior. No período da Segunda República Polaca o parque foi desenvolvido para área de 23 446 m². Nos anos 1926-1939 foi alargado até a ponte ferroviária.
Em 1923 foi feito um quiosque no qual foi possível comprar frutas. Em 1925 foi construída aqui uma concha acústica, que depois foi desenvolvida num anfiteatro. Ele funcionou até o fim do século XX. Nele tinham lugar os eventos importantes para Włocławek, tanto culturais como por exemplo concertos e festas. No início do século XXI o anfiteatro ficou abandonado e caiu em ruínas. Em 2006, foi desmontado com a cafe “Parkowa”, em 2008 no seu lugar foi construído um parque infantil o que foi recebido negativamente pelos residentes.
Nos anos 20. existiu também no parque uma estufa para plantas. Em 1924 foi revelado também o monumento de coronel Bechi ( que tem também uma rua em Włocławek) mas foi desmontado em 1939.

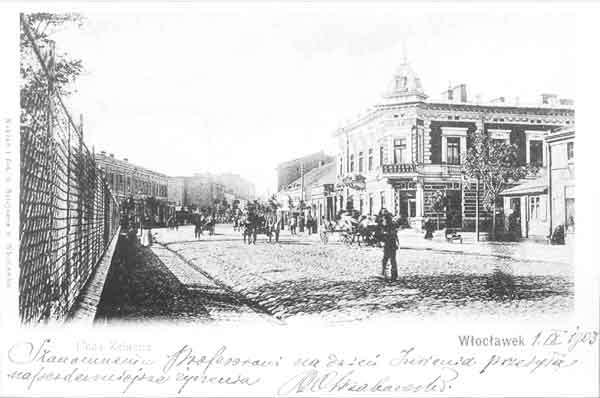
A Praça da Liberdade atual na foto de Bolesław Sztejner antes 1902. De esquerda está visível uma cerca do jardim saxão.

Na década seguinte o parque enriqueceu-se em uma pastelaria e um megafone do rádio.

## Característica
O parque H. Sienkiewicz fica na foz do rio Zgłowiączka onde deságua ao Vístula, no centro da cidade, perto do Catedral da Assunção da Virgem Maria.
No centro do parque situa-se o busto de Henryk Sienkiewicz. O escritor tornou-se o patrono do parque em 1916. Isto foi a reação para a informação sobre a morte do autor notável, engajado entre outros numa ajuda a soldados da fronte durante a Primeira Guerra Mundial. Sienkiewicz visitou Włocławek entre 1903 e 1904, em relação duma inundação. Neste tempo leu um dos capítulos da sua novela. A visita do escritor também foi ligada com aceitação de associação honrada por ele em Sociedade de Remo de Włocławek. 

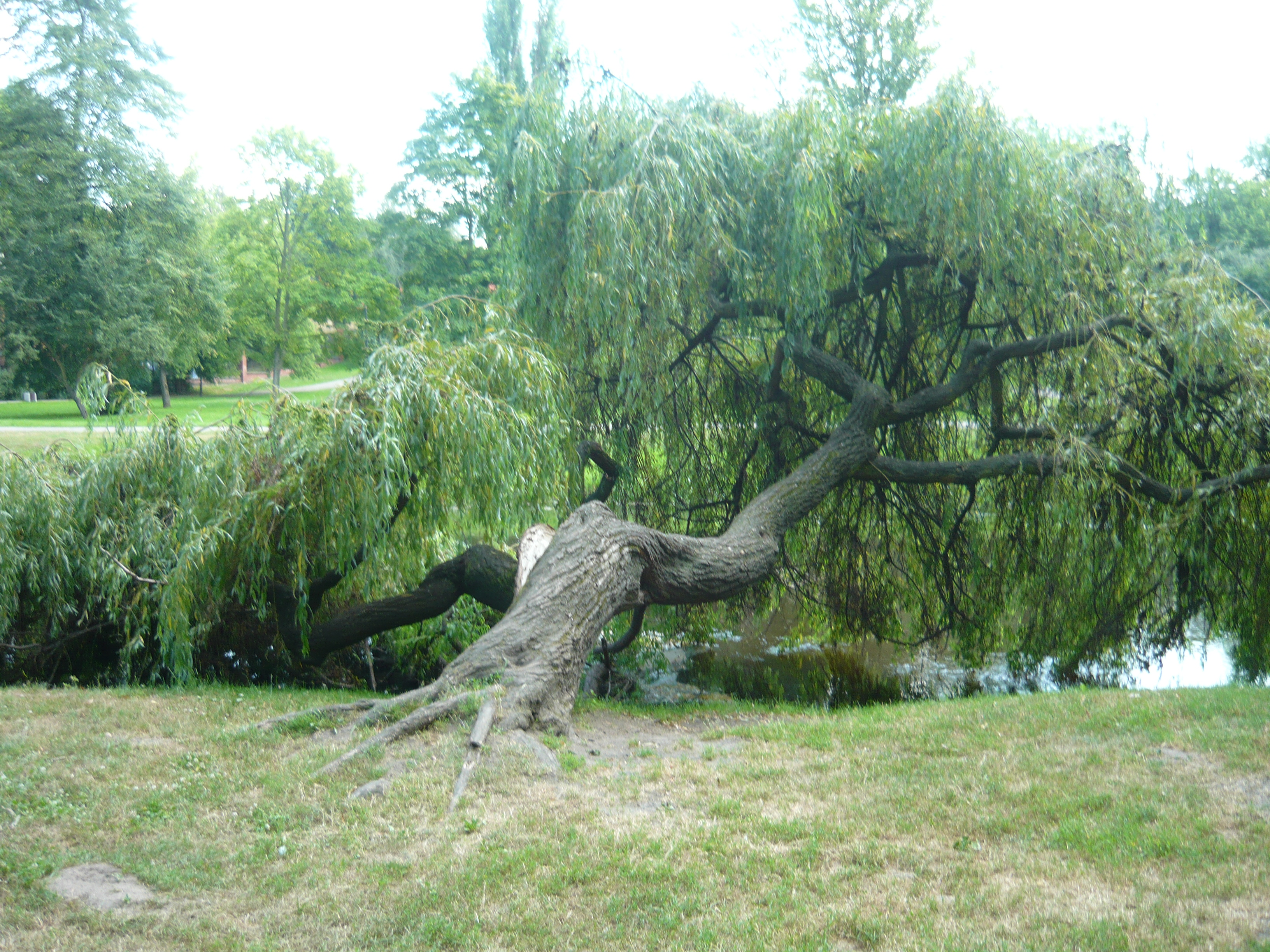
Um atípico salgueiro-chorão do qual tronco quase fica no rio.

O parque tem a área de 40,18 hectares, uma densidade de árvores e arbustos e estimada para 200 unidades/hectare. No parque podemos encontrar 65 gêneros de árvores, na maioria (53) estão ali os árvores caducifólios.
Uma das atrações do parque é o histórico salgueiro-chorão, do qual tronco fica perto da agua do rio Zgłowiączka. No Novembro de 2017 as autoridades da cidade tomaram decisão sobre a corte de árvore. A decisão encontrou-se com indignação dos habitantes, quais sentem sentimento ao árvore velho que serve como fundo para as fotografias de casais jovens. Os moradores de Włocławek arranjaram a acção no portal Facebook, no perfil “Włocławek, jaki pamiętamy” para desanimar as autoridades. Sobre assunto informaram entre outros estacao local CW24, o portal “DDWłocławek” ou TVP3 Bydgoszcz. Finalmente as autoridades desistiram e resolveram para proteger mais o árvore histórico.

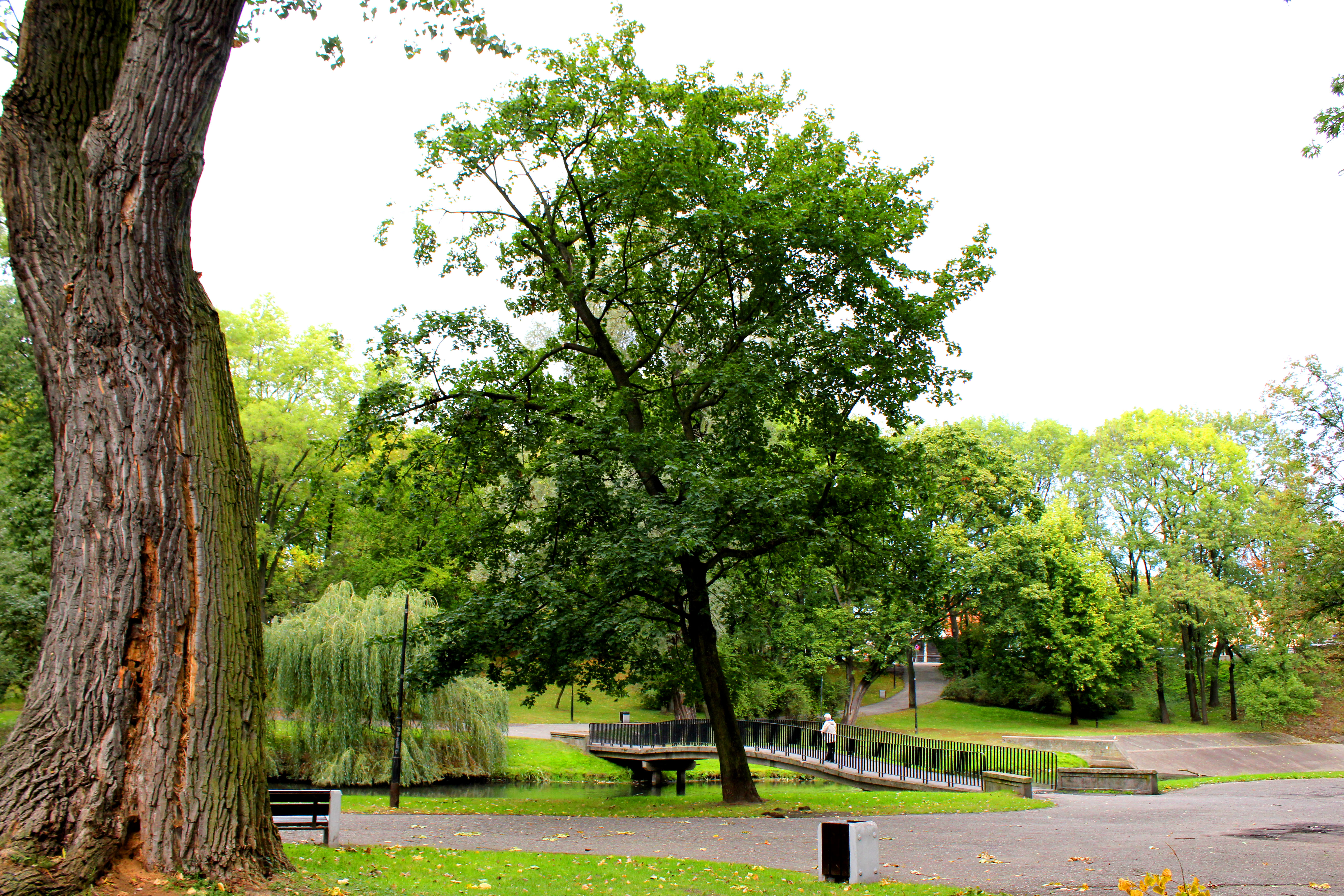
Uma vista para uma ruela e a ponte no Zgłowiączka, que passa pelo parque.

Por causa da sua localidade, o parque está vulnerável para inundações quando o Vístula se eleva. Isso aconteceu-se em 1937 e 2010.

## Galeria

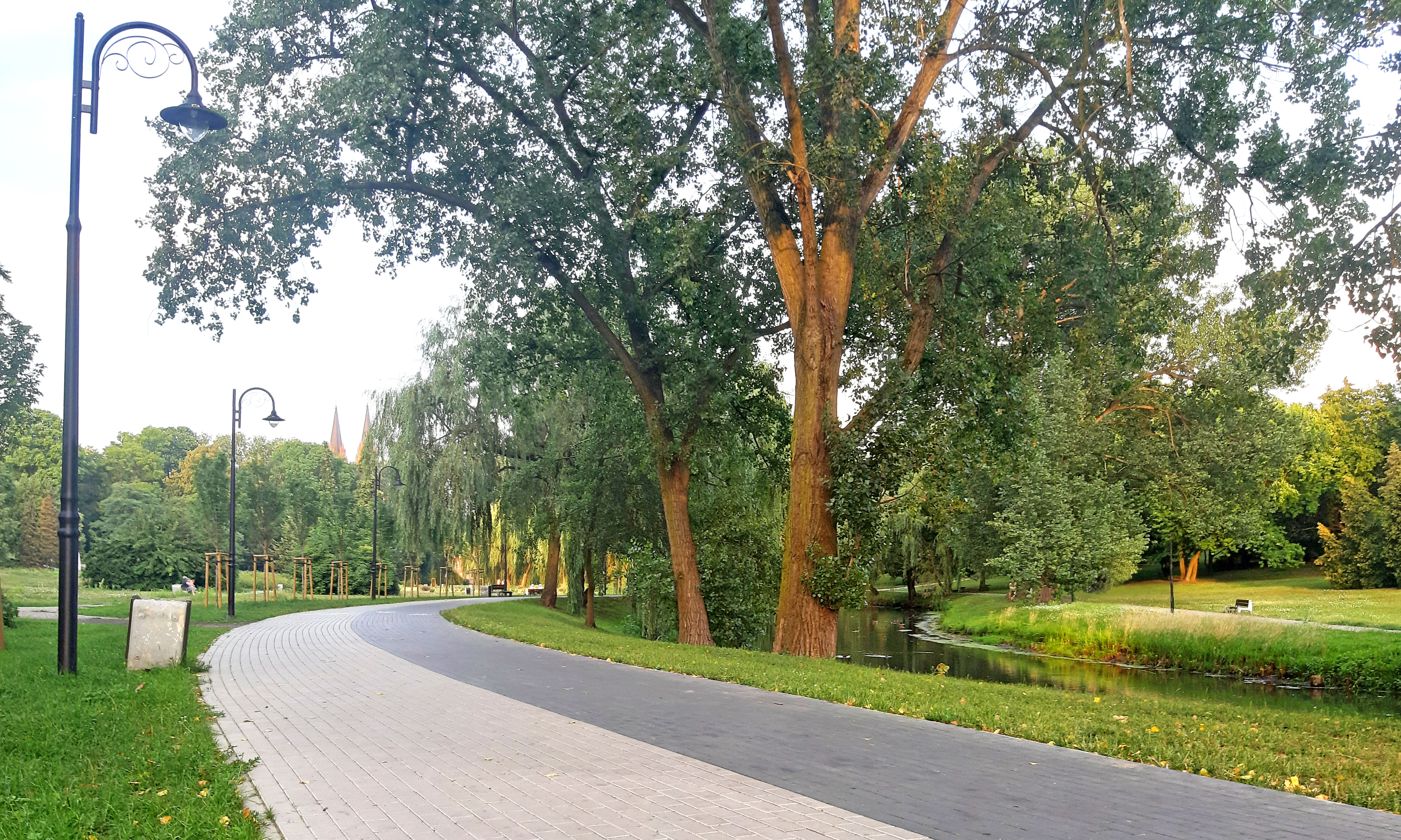
Uma ruela do parque H. Sienkiewicz, no fundo o Catedral de Włocławek
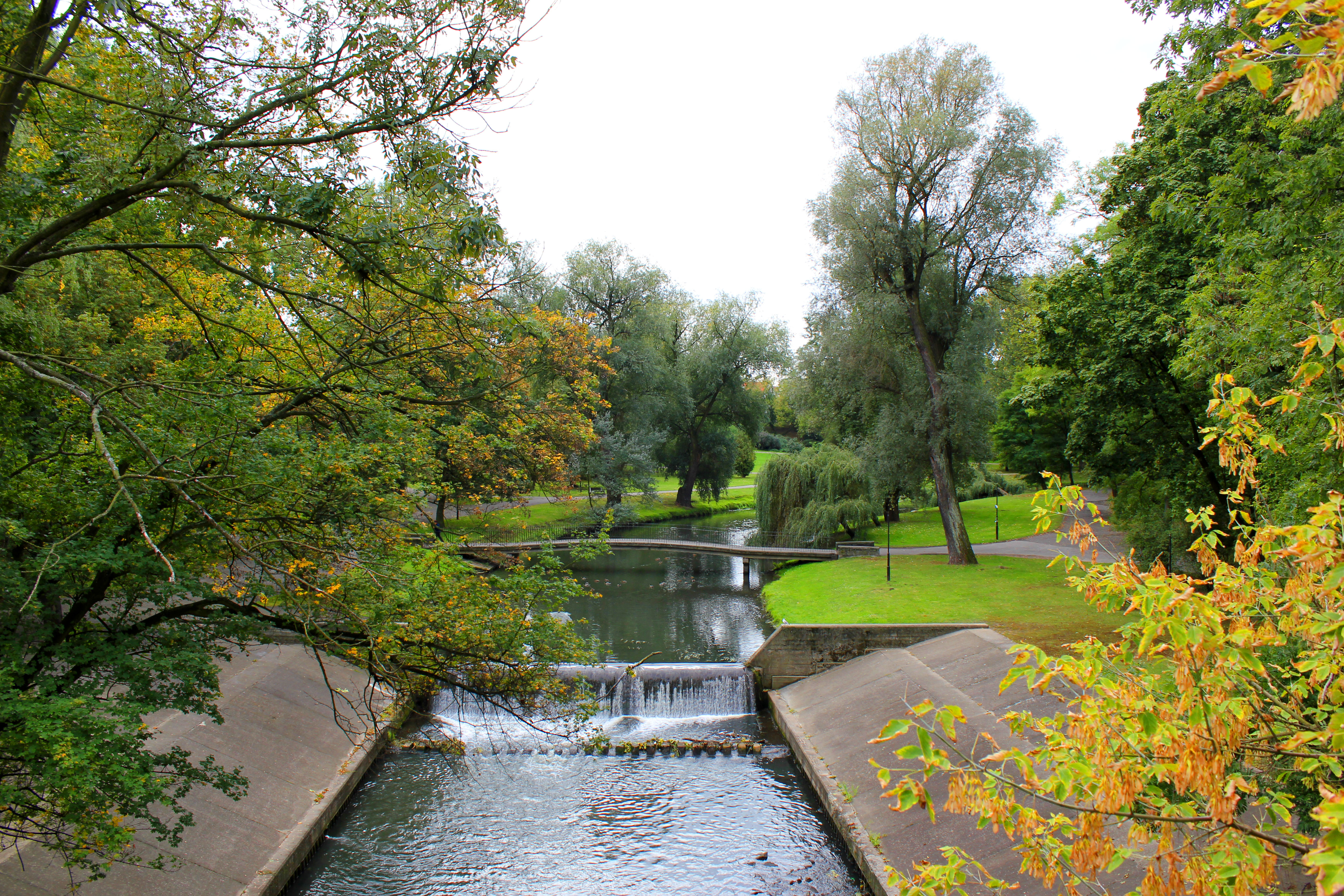
Uma vista da ponte rodovia ao rio Zgłowiączka
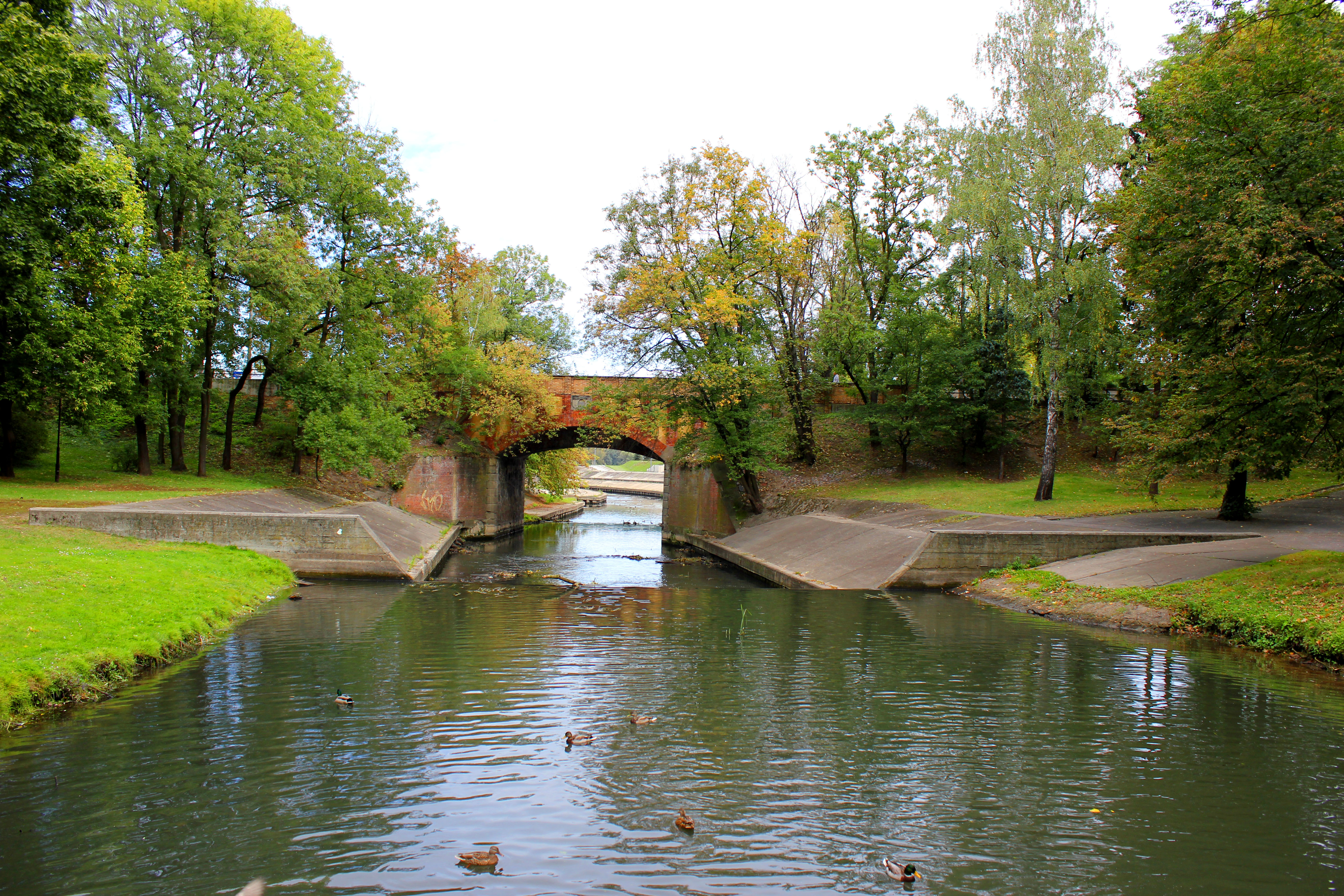
Uma vista a ponte rodoviária sob Zgłowiączka
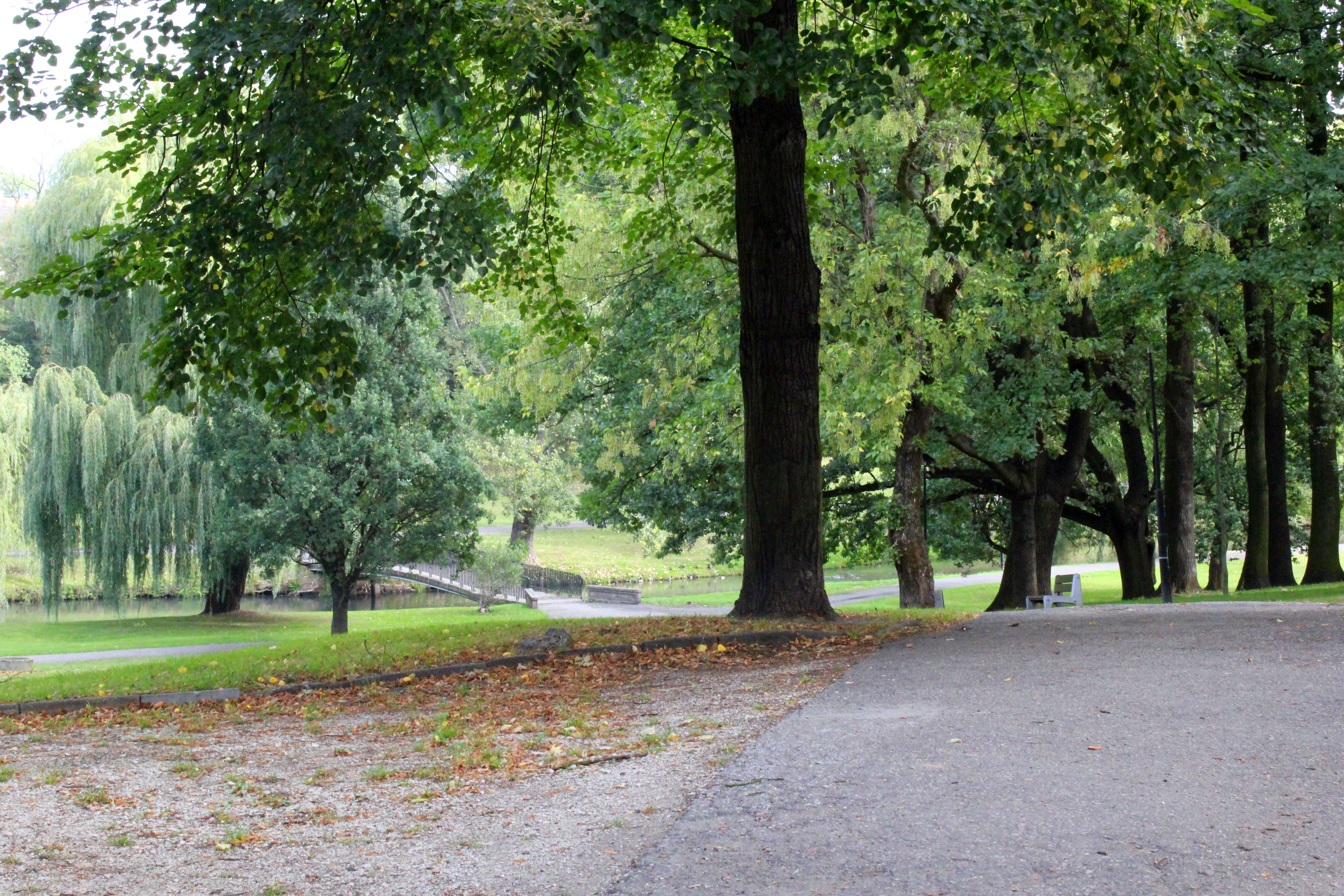
Uma vista para uma ruela do parque
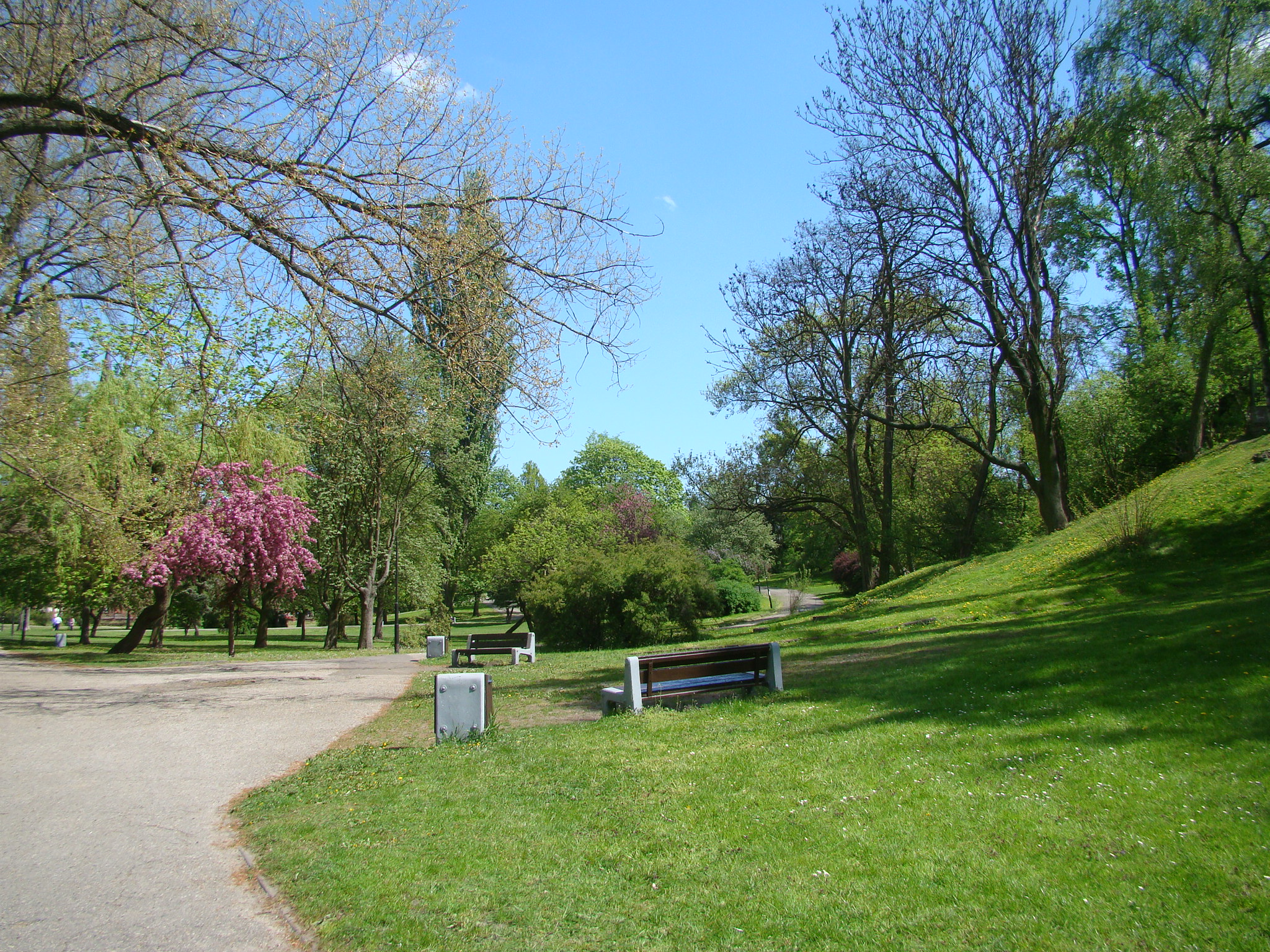
Uma ruela do parque H. Sienkiewicz no Primavera
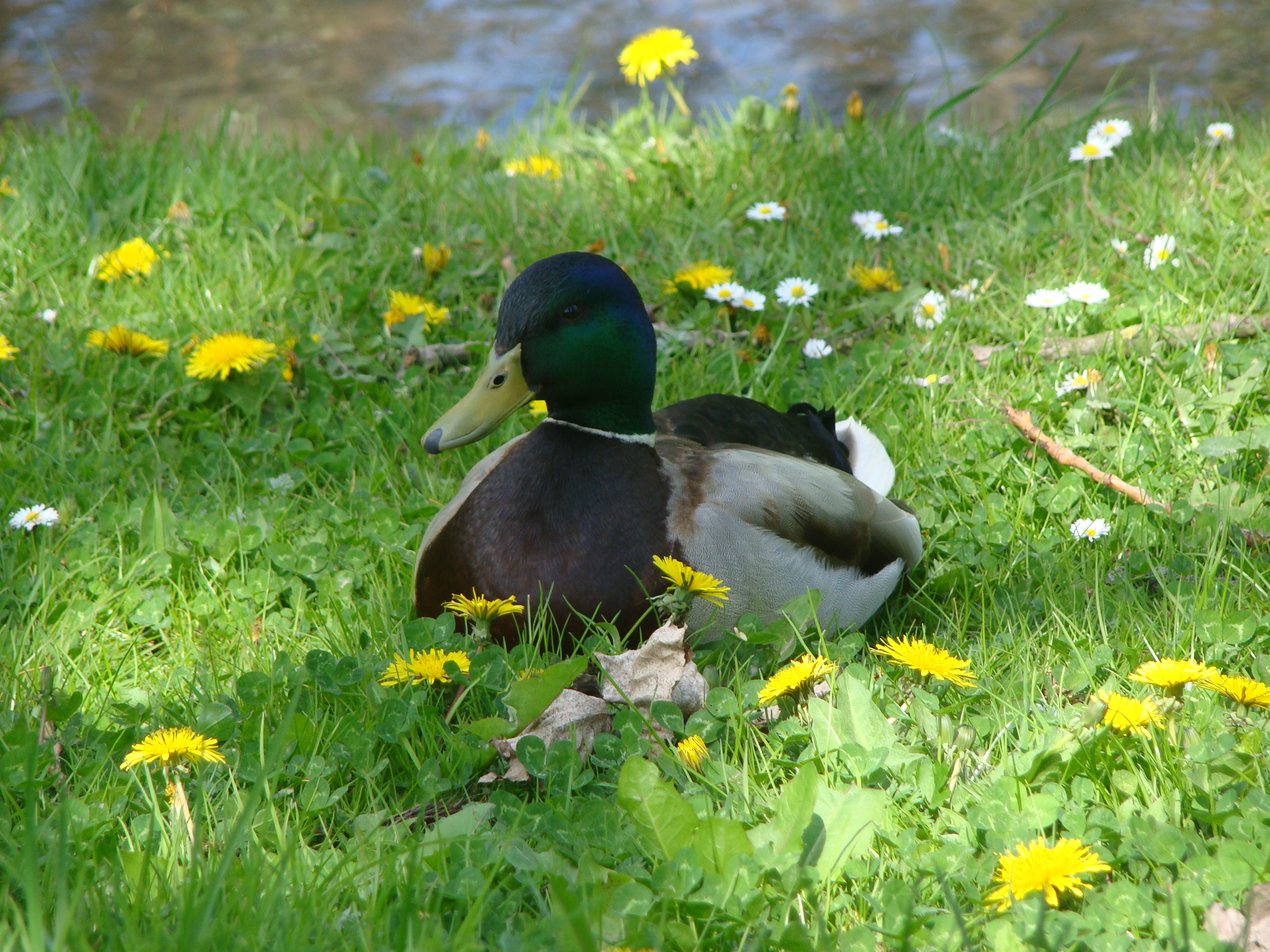
Um pato no parque H. Sienkiewicz
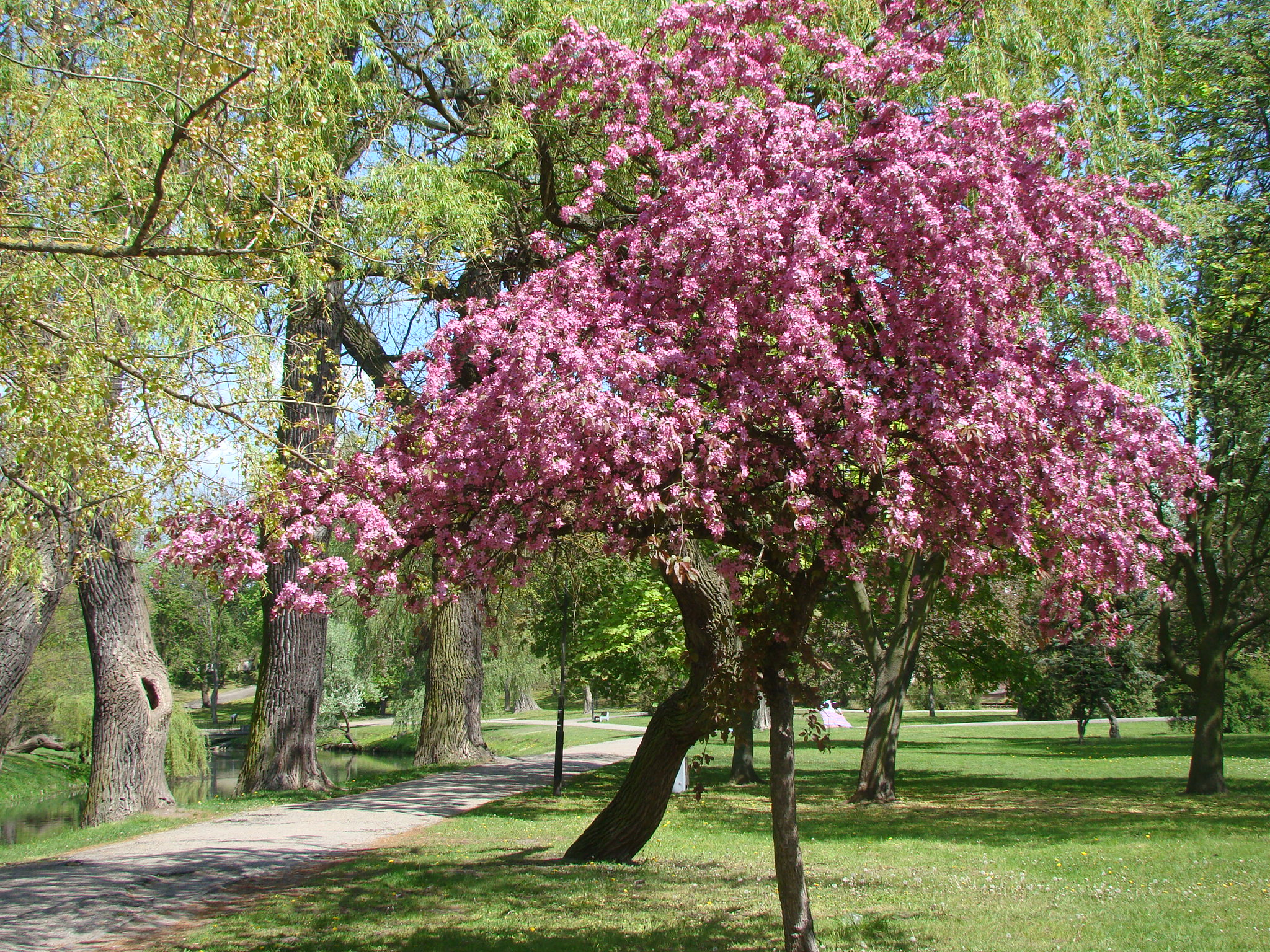
Parque H. Sienkiewicz
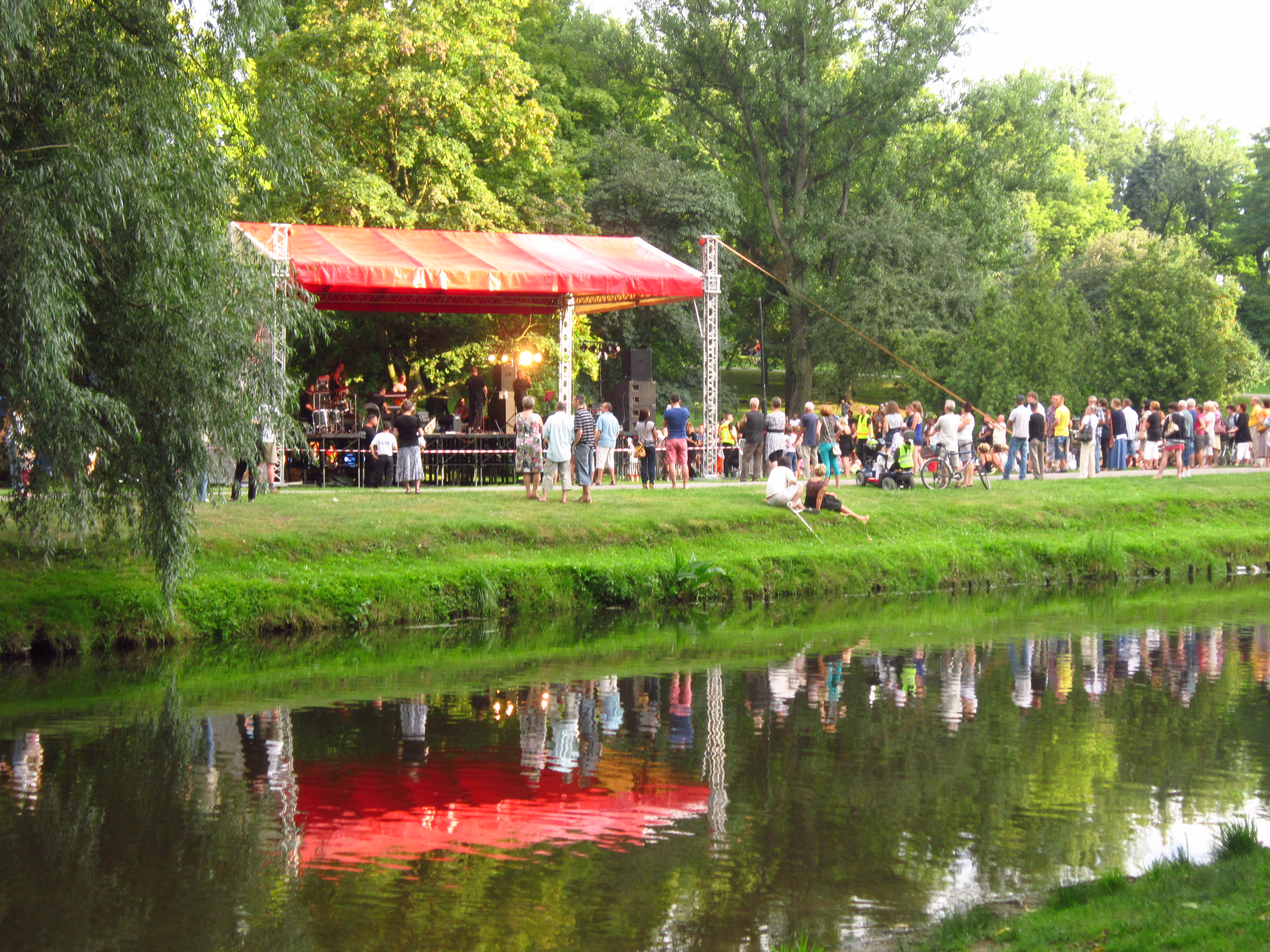
O concerto “O dia em qual o céu quebrou”
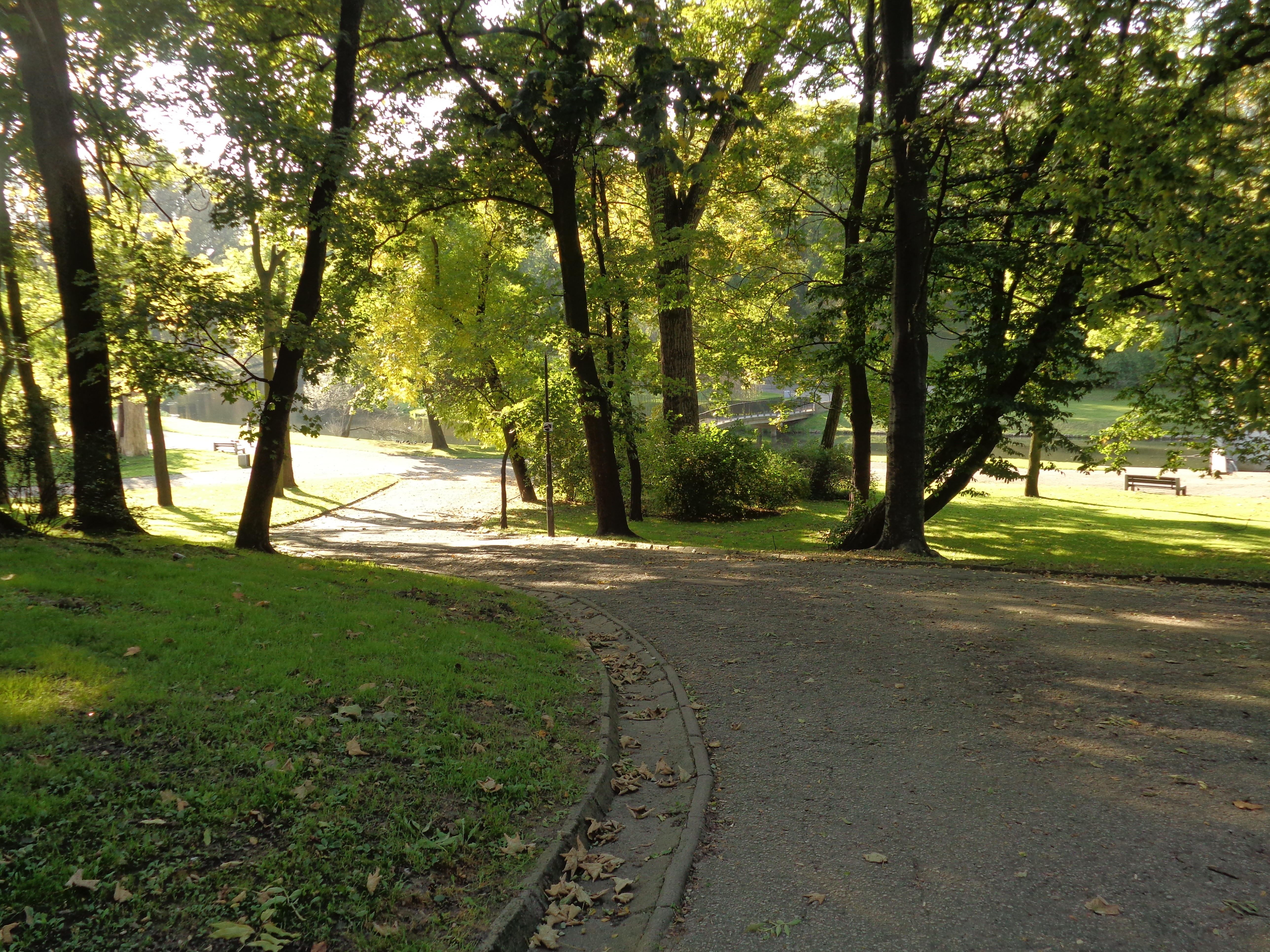
Uma ruela no parque H. Sienkiewicz
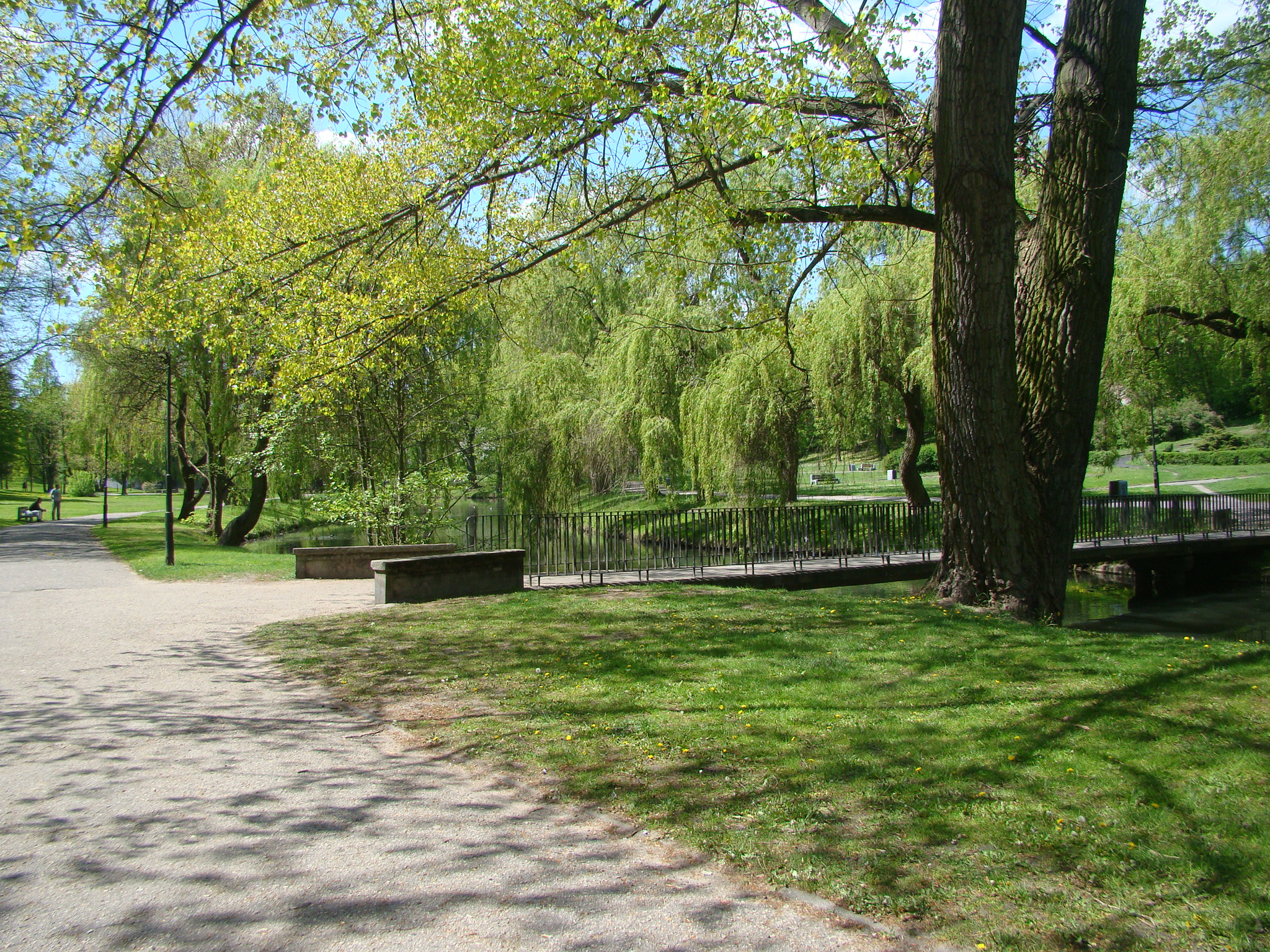
Uma vista  para uma ruela do parque e a ponte sob Zgłowiączka
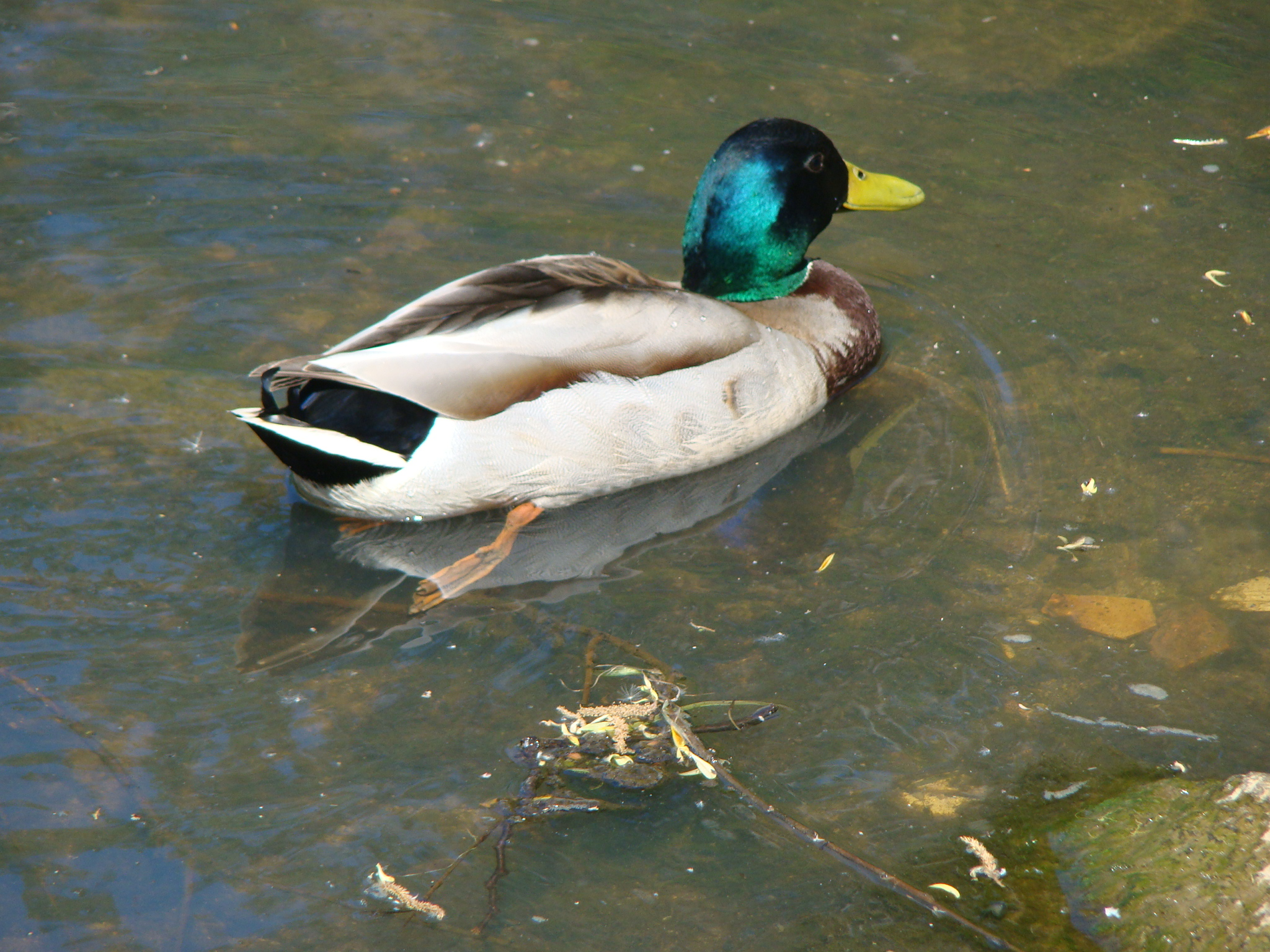
Um pato nadando no Zgłowiączka no parque
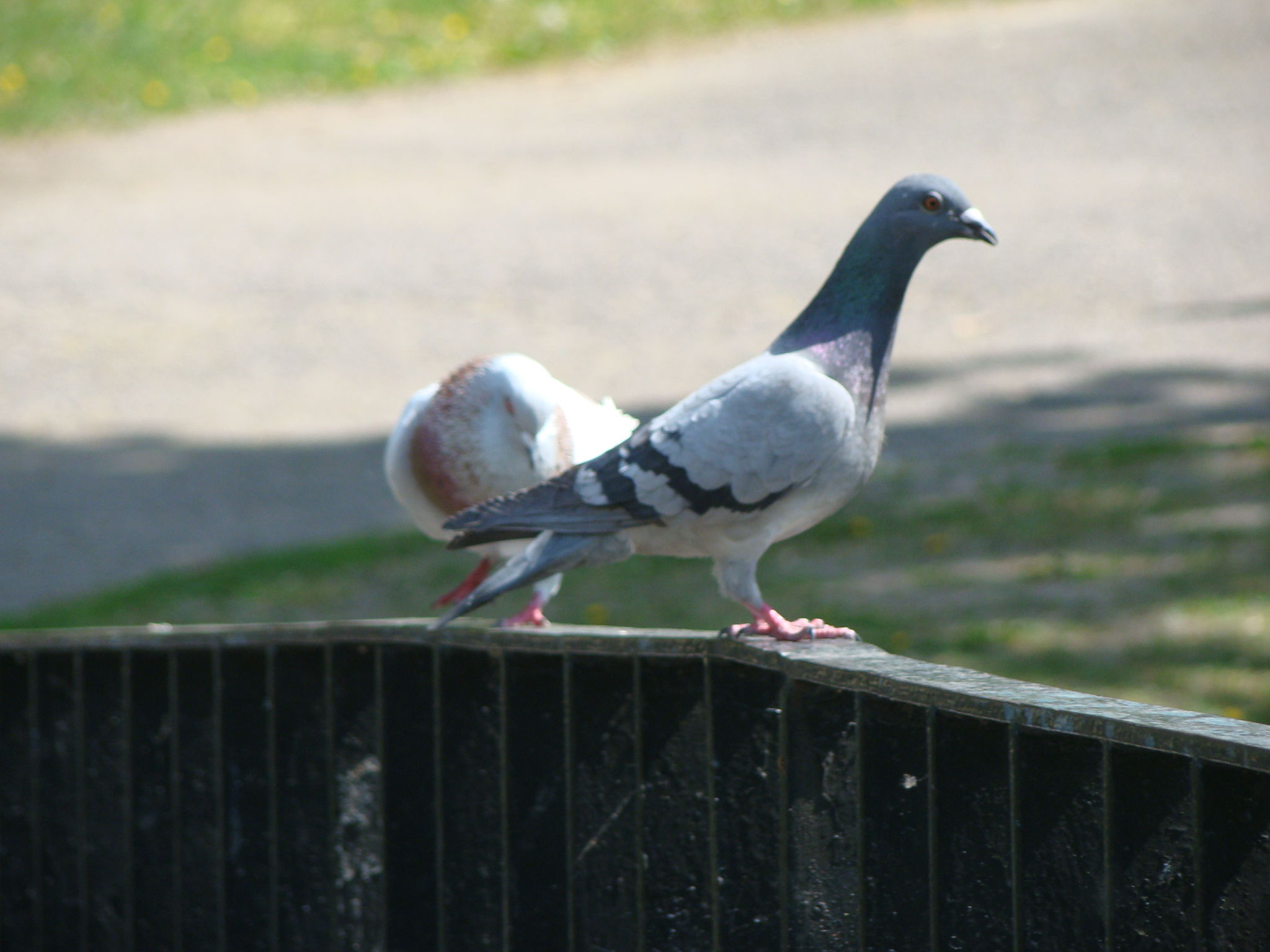
Pombos num corrimão da ponte
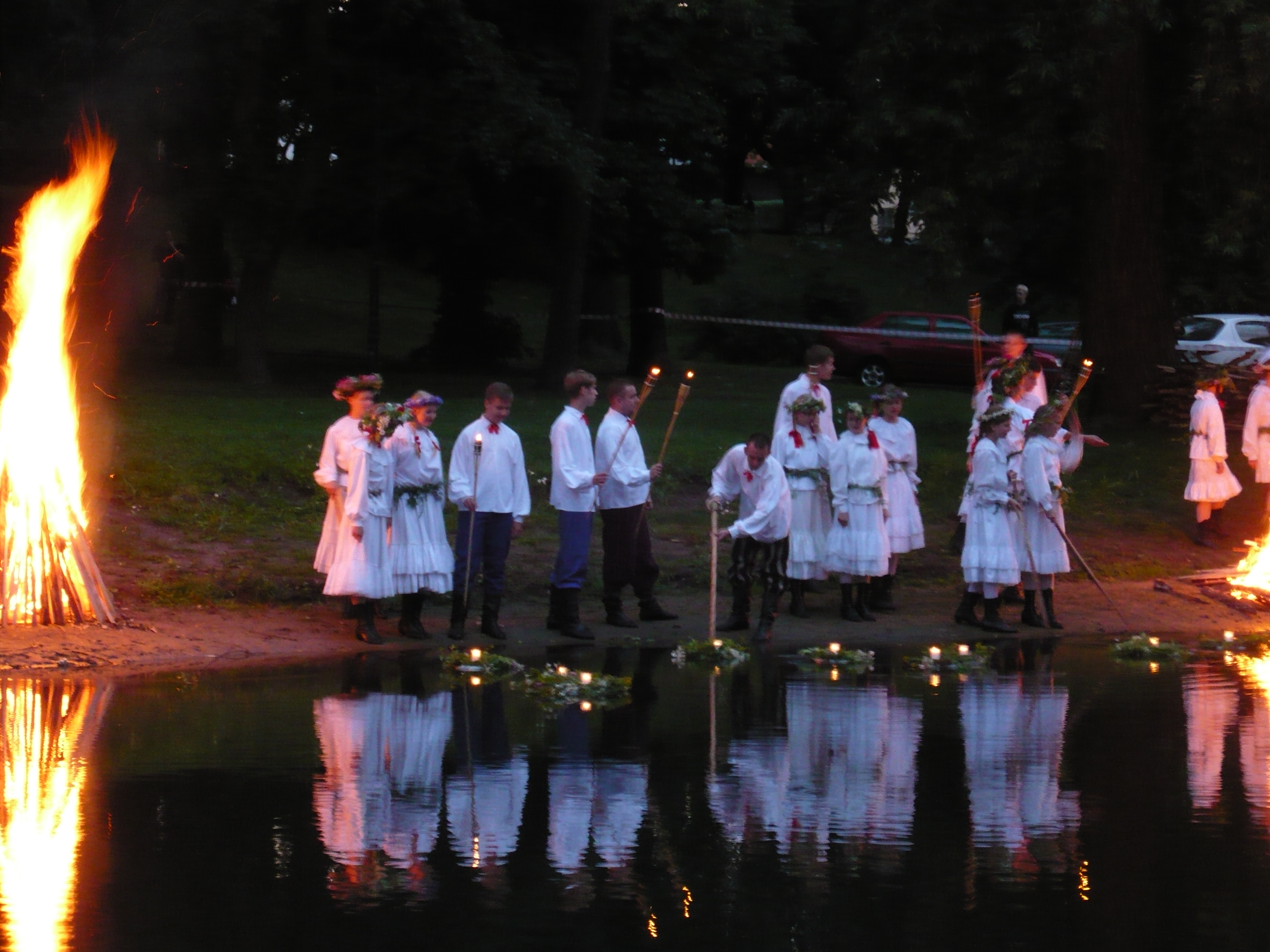
O evento durante da Véspera de São João
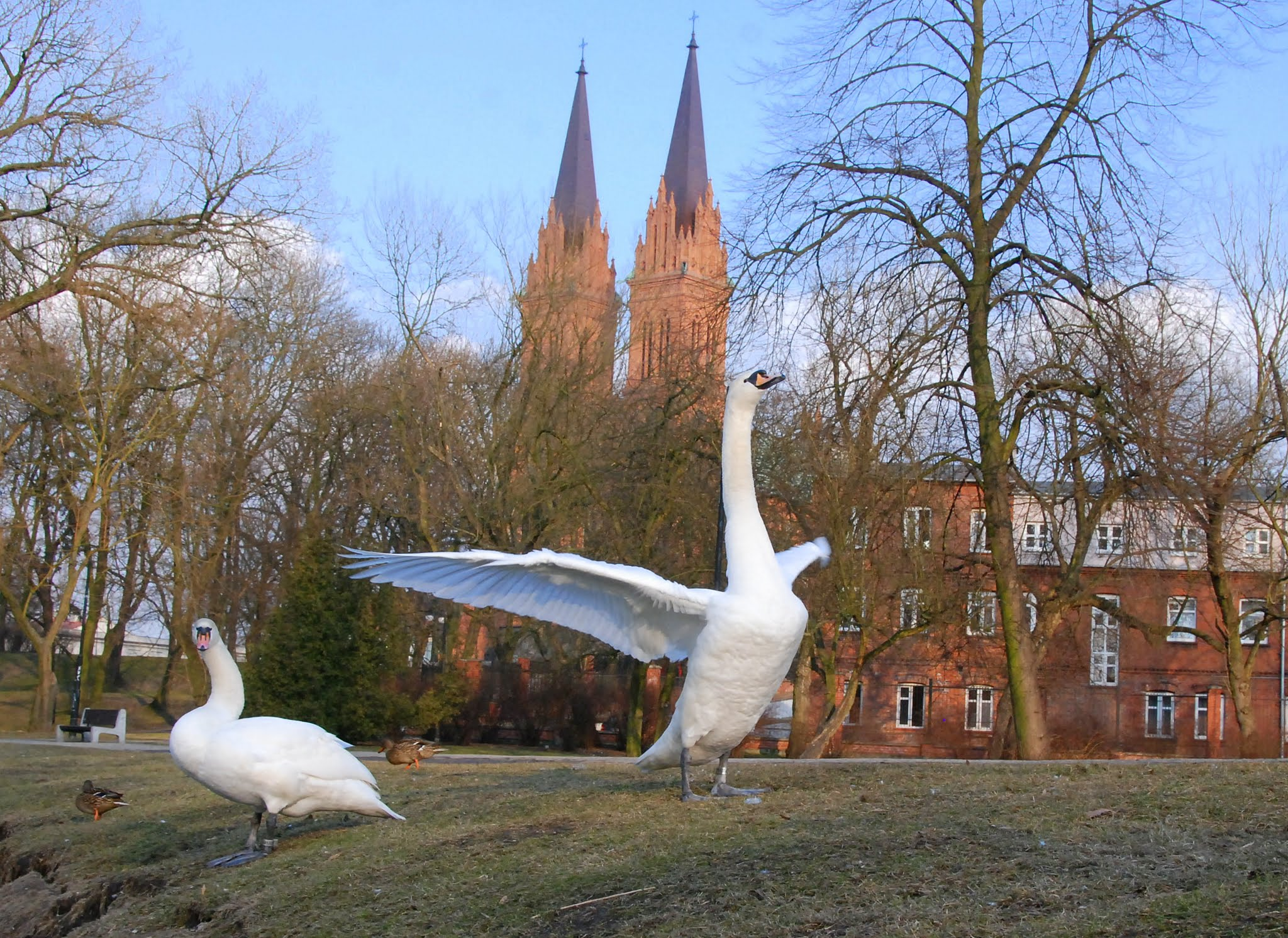
Um cisne estendendo as asas, no fundo o Catedral
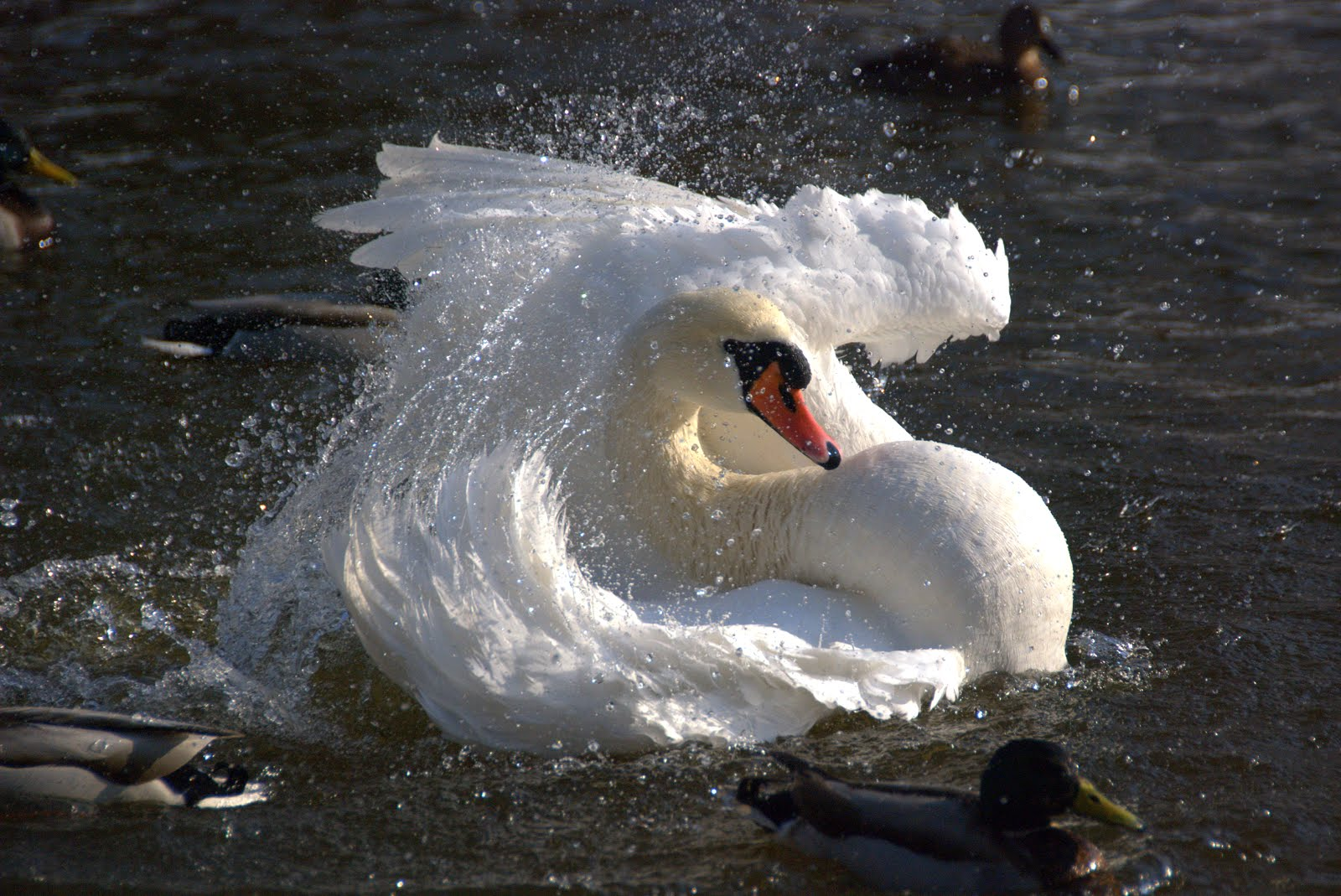
Um cisne no rio Zgłowiączka
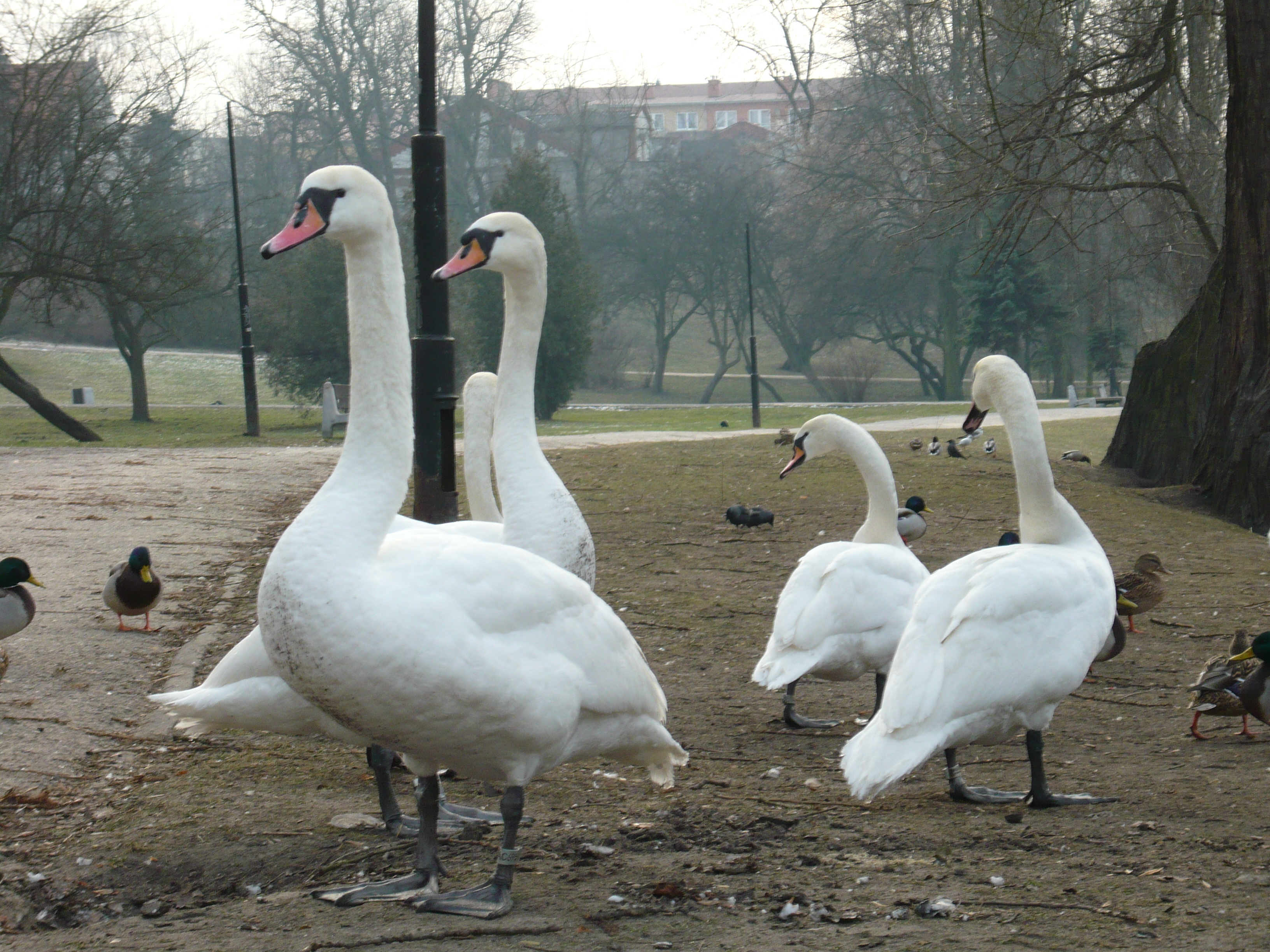
Patos e Cisnes
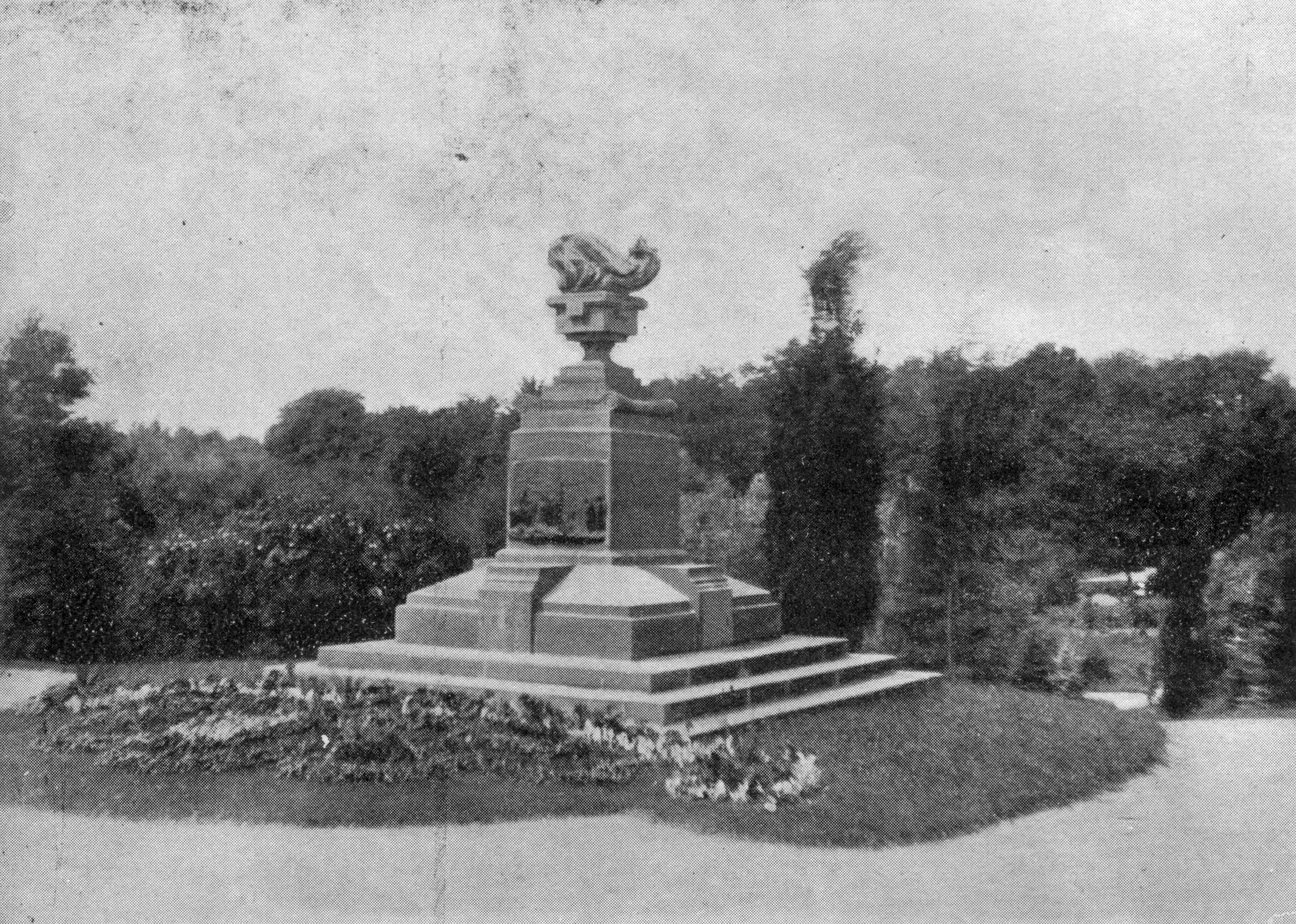
Monumento de coronel Stanisław Bechi nos anos 20. do século XX
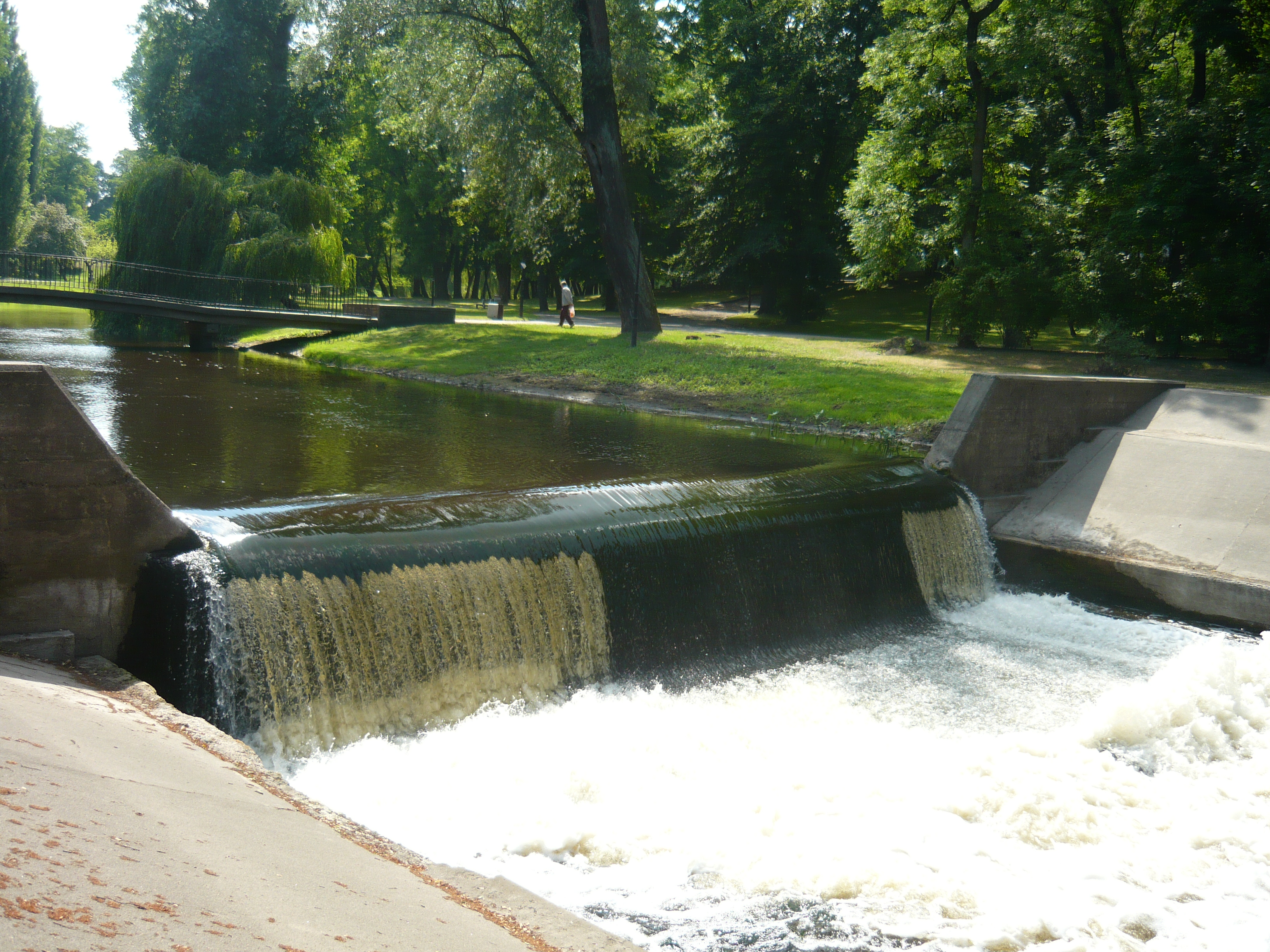
Uma cascata no Zgłowiączka no parque urbano
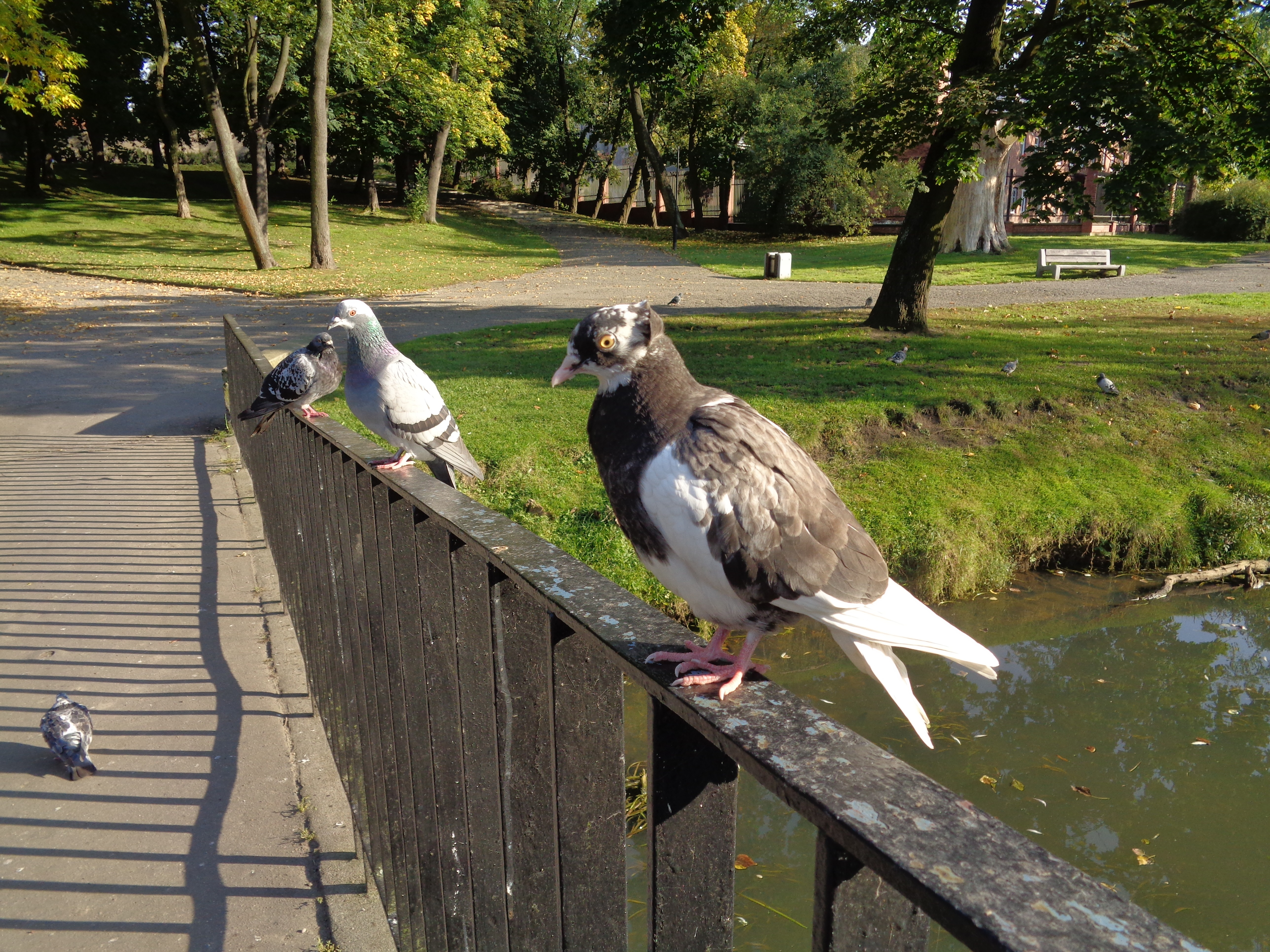
Pombos num corrimão da ponte sob Zgłowiączka
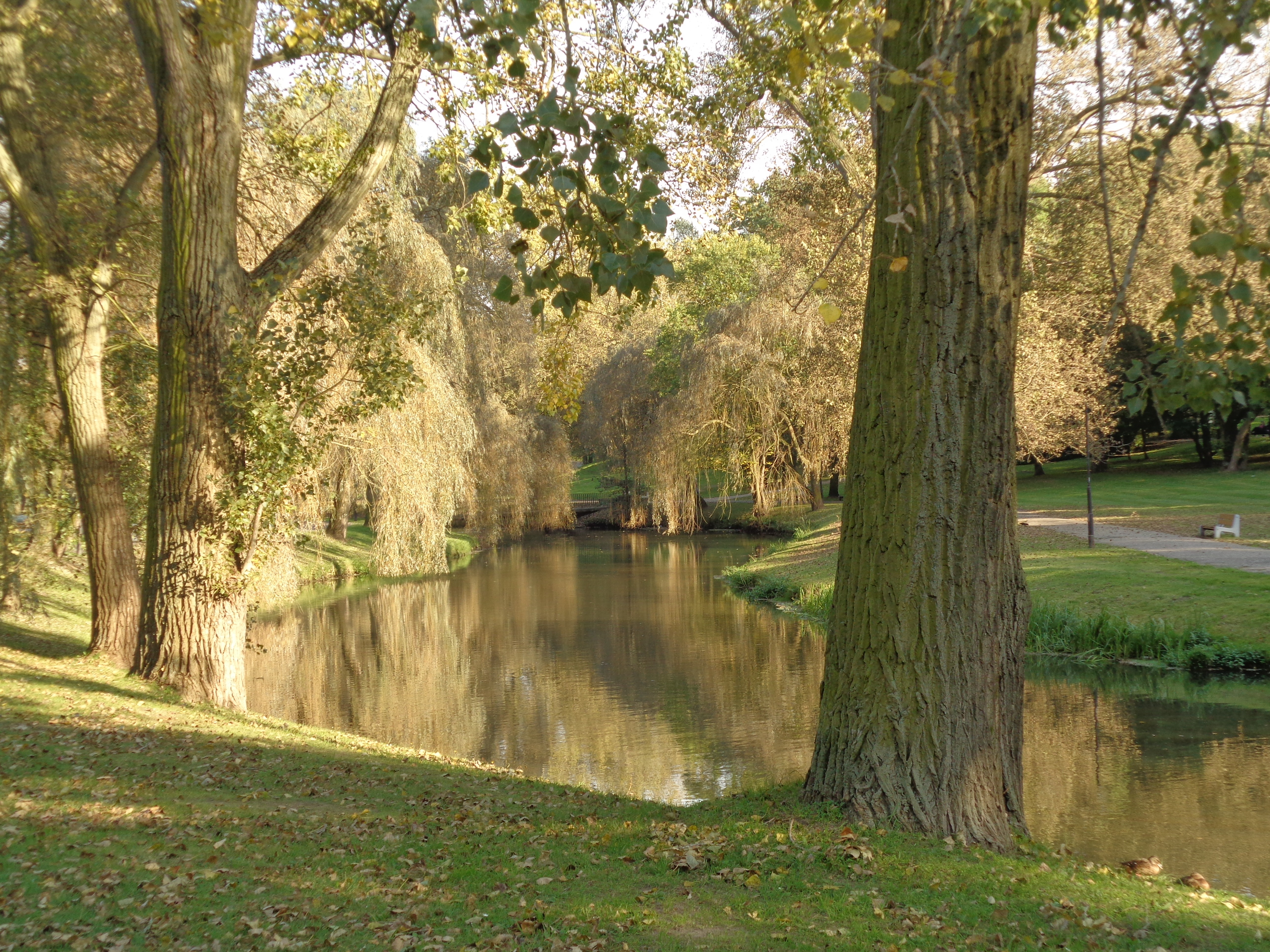
Zgłowiączka fluindo pelo parque